# 塔尔浑河
塔尔浑河也作塔尔洪河、特尔洪河，位于中华人民共和国内蒙古自治区包头市达尔罕茂明安联合旗境内的一条河，发源于达尔罕茂明安联合旗石宝镇幸福村西南山顶，东北流至乌兰忽洞以西转西北流，经红崖头、城圐圙、巨宝河、道包、西格少以力更、花敖包、园房子、头道红山子、三道红山子、后房子、乌兰鄂日格、五颗碌碡、西桃花湾、套海、黄花滩水库等地后，于达茂旗县城百灵庙镇城区东南汇入艾不盖河。河长48.2千米，流域面积2472.49平方千米，河道平均比降2.81‰。